# Fort Żabice
Fort Żabice wybudowany w latach 1887–1890 o powierzchni 4,5 ha. Jeden z czterech fortów Twierdzy Kostrzyn. Pozostałe to: Fort Czarnów, Fort Gorgast i Fort Sarbinowo, przy ul. Sportowej w Kostrzynie. 
Forty miały chronić twierdzę główną, jednak rozwój techniki militarnej nastąpił tak szybko, że straciły one swój strategiczny cel zanim ostateczne oddano je do użytku. Forty zbudowano z cegły, posiadały także wały ziemne dla artylerii i dolne dla piechoty. Do I wojny światowej oświetlane były lampami naftowymi, a komunikację ze światem przewidywano za pomocą gołębi pocztowych. Na początku lutego 1945 roku w forcie znajdował się punkt dowodzenia Armii Czerwonej – 4 Korpusu Piechoty Gwardii 8 Armii Gwardyjskiej, który forsował Odrę pomiędzy Kostrzynem a Górzycą. 2 lutego 1945 o 10:00 w forcie znajdował się dowódca 8 Armii Gwardyjskiej gen. płk Wasilij Czujkow, który korzystał z punktu obserwacyjnego dowódcy korpusu piechoty.. W Forcie Żabice od 1975 roku składowano odpady chemiczne (tzw. mogilnik, który w pełni zutylizowano w 2001 roku). Obecnie (2020) fort można zwiedzać. Działa w nim strzelnica.